# Andrzej Trzaskowski

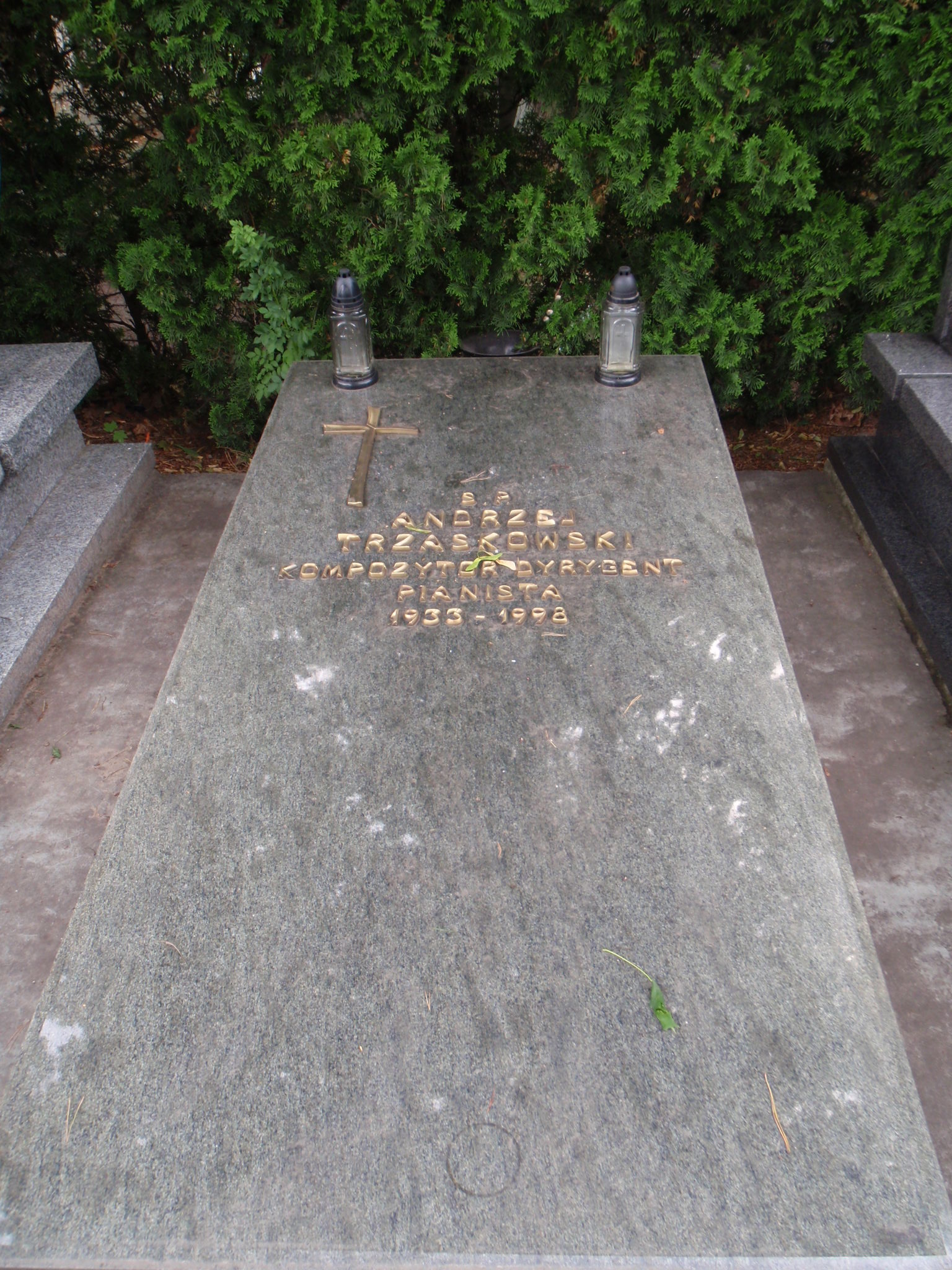
Grabstätte

Andrzej Trzaskowski (* 23. März 1933 in Krakau; † 16. September 1998 in Warschau) war ein polnischer Jazzpianist, Arrangeur und Komponist,  der 1965 das erste polnische Album veröffentlichte, das dem Free Jazz zugeordnet werden kann.

## Biographie
Trzaskowski lernte als Kind Klavier und studierte an der Universität Krakau, spielte mit 18 Jahren in der polnischen Band Melomani, die er 1951 gemeinsam mit Klarinettist Jerzy Matuszkiewicz gründete. Zwischen 1952 and 1957 studierte er Musikwissenschaften an der Krakauer Jagiellonen-Universität, nahm Privatstunden in Komposition und zeitgenössischer Musiktheorie und war in einem experimentellen Studio des polnischen Rundfunks tätig. 1958 spielte er mit der Formation The Jazz Believers, ein Quintett, dem auch Wojciech Karolak und Jan Ptaszyn Wróblewski angehörten, weiters in einem von Jerzy Matuszkiewicz geleiteten Quintett.
1959 gründete er die Hard-Bop-Formation The Jazz Wreckers, in der auch der Saxophonist Zbigniew Namysłowski spielte und die sich auf dem Niveau der europäischen Spitzenbands bewegte, und trat mit ihr 1962 in Washington, D.C. und beim Newport Jazz Festival auf. Unter Begleitung des Andrzej-Trzaskowskí-Quintetts sang Wanda Warska, mit der Trzaskowski schon seit 1956 zusammenarbeitete, im Film Die endlose Nacht (1963) Peter-Thomas-Komposition Komm, leg’ Deinen Arm um mich in einer Scat-Fassung, der auf dem Flughafen Berlin-Tempelhof gedreht wurde. 1964 gastierte er mit einem Quintett in Deutschland. Mit Tomasz Stańko, Janusz Muniak, Jacek Ostaszewski und Adam Jedrzejowsi nahm er 1965 seine Debüt-LP auf, die das Ziel einer „Erneuerung der musikalischen Sprache des Jazz“ hatte und von Ekkehard Jost zu den ersten europäischen Produktionen des freien Jazz gezählt wird. Danach kehrte er jedoch wieder zu den stärker gebundenen Formen des Jazz zurück. Mit seinem Trio nahm er 1968 auf dem finnischen Jazzfestival in Pori und 1969 mit seinem Sextett an einem NDR Jazzworkshop teil. Häufig begleitete er auch in Polen gastierende ausländische Jazzmusiker wie Stan Getz 1960 und Ted Curson 1965/66. Außer mit Zbigniew Namysłowski spielte er mit Tomasz Stańko und Michał Urbaniak.
Ab 1975 leitete Trzaskowski ein Orchester des polnischen Rundfunks und Fernsehen und konzentrierte sich mehr auf das Komponieren. Damit begonnen hatte er bereits in den frühen 1960er Jahren mit Third-Stream-Arbeiten wie Nihil novi, das von Don Ellis auf dem Internationalen Jazz Jamboree 1962 in Warschau aufgeführt worden war. Er schrieb auch Musiken für zwei Jazz-Ballette und für zahlreiche Theaterstücke und Filme. In Andrzej Wajdas Film Niewinni Czarodzieje (Die unschuldigen Zauberer) (1960) hatte er einen kurzen Auftritt.
Andrzej Trzaskowski starb im Alter von 65 Jahren in Warschau und wurde auf dem Powązki-Friedhof beerdigt.
Sein Sohn Rafał Trzaskowski (* 1972) wurde im Oktober 2018 zum Stadtpräsidenten (Bürgermeister) von Warschau gewählt.
Er kandidierte 2020 in den polnischen Präsidentschaftswahlen gegen Andrzej Duda und erhielt in Stichwahlen 48,97 % der Wählerstimmen.

## Diskographische Hinweise
- The Wreckers (1960, Muza 0133)
- The Andrzej Trzaskowski Quintet Synopsis (1965, Muza 0258)
- Andrzej Trzaskowski Sextet Featuring Ted Curson Seant (1966, Muza 0378)

## Filmmusik
- 1959: Nachtzug (Pociąg)
- 1961: Männer um Susanne (Zuzanna i chłopcy)
- 1965: Walkover (Walkower)
- 1966: Heilmittel gegen Liebe (Lekarstwo na miłość)
- 1970: Album Polen (Album Polski)
- 1977: Endlose Wiesen (Bezkresne łąki)
- 1981:  Schauder (Dreszcze)